# Magnanville
Magnanville è un comune francese di 5 792 abitanti situato nel dipartimento degli Yvelines, nella regione dell'Île-de-France.

## Società

### Evoluzione demografica
Abitanti censiti